# Robert Harris (Royal Navy)
Pour les articles homonymes, voir Robert Harris.
Sir Robert Hastings Penruddock Harris (12 octobre 1843 - 25 août 1926) était un amiral de la Royal Navy qui devint commandant en chef de la station du Cap de Bonne Espérance.

## Biographie

### Carrière militaire
Harris s'engage dans la Royal Navy en 1856. Promu capitaine en 1879 et contre-amiral en 1891, il commande l'Escadron d'entraînement de 1893 à 1895 avant de devenir commandant en second de la Mediterranean Fleet (flotte méditerranéenne) en 1896. À ce titre, il participe à la révolte des Crétois,.
Il est nommé commandant en chef de la station du Cap de Bonne Espérance (Commander-in-Chief, Cape of Good Hope Station) en 1898 et joue un rôle important dans la seconde guerre des Boers. En octobre 1899, il forme une brigade navale et l'envoie soutenir le général Frederick Forestier-Walker dans la défaite des Boers à la bataille de Ladysmith - l'un des canons remis par les Boers survit aujourd'hui à Devonport.
Promu vice-amiral en 1901,, il devient ensuite président du Royal Naval College de Greenwich en 1903 et est promu amiral en 1904,.
Il a vécu dans une maison appelée "The Brake" à Yelverton dans le Devon,.

### Famille
Il a épousé Florence Cordelia Henn-Gennys ; ils ont eu trois fils et cinq filles,.

## Décorations
- Chevalier commandeur de l'ordre du Bain
 - Chevalier commandeur de l'ordre de Saint-Michel et Saint-Georges

## Source
- (en) Cet article est partiellement ou en totalité issu de l’article de Wikipédia en anglais intitulé « Robert Harris (Royal Navy officer) » (voir la liste des auteurs).